# Nanaet Dubesi
Nanaet Dubesi ist ein indonesischer Distrikt (Kecamatan) im Regierungsbezirk Belu (Provinz Ost-Nusa Tenggara).

## Geographie
Nanaet Dubesi liegt im Südosten des Regierungsbezirks Belu. Im Norden und Westen befindet sich der Distrikt Westtasifeto (Tasifeto Barat), im Süden der Distrikt Rai Manuk und der Regierungsbezirk Malaka mit den Distrikten Ostkobalima (Kobalima Timur) und im Osten liegt die zum Staat Osttimor gehörende Gemeinde Cova Lima mit dem Verwaltungsamt Fatumean. Ursprünglich war Nanaet Dubesi Teil von Westtasifeto.
Der Distrikt Nanaet Dubesi teilt sich in die Desas Dubesi (1.173 Einwohner 2010), Nanaet (936), Fohoeka (1.181) und Nanaenoe (716).
Verwaltungssitz ist Nanaet Dubesi.
Im Zentrum des Distrikts entspringt der Mota Babulu und fließt dann in Richtung Süden.

## Einwohner
2010 lebten in Nanaet Dubesi 4.006 Menschen. Sie gehören mehrheitlich zur Ethnie der Tetum und sind in ihrer Mehrheit katholischen Glaubens.

## Kultur
In Nanaet Dubesi liegt das timoresische Reich von Naitimu.